# Celia (telenovela)
Celia é uma telenovela em língua espanhola produzida por Fox Telecolombia para RCN Televisión e Telemundo, baseada na vida da cantora cubana Celia Cruz. O tema da telenovela "La Negra Tiene Tumbao" recebeu o prêmio de Melhor Canção de Televisão do Ano, no American Society of Composers, Authors and Publishers Awards de 2016.

## Elenco

### Principal
- Jeimy Osorio como Jovem Celia Cruz[1][7][nota 1][8]
- Aymeé Nuviola como Celia Cruz[1][9][nota 1][8]
- Modesto Lacén como Jovem Pedro Knight[10]
- Willy Denton como Pedro Knight[11]
- Carolina Gaitán como Jovem Lola Calvo[12]
- Abel Rodríguez como Eliécer Calvo[13]
- Margoth Velásquez como Ollita Alfonso[14]
- Aida Bossa como Jovem Noris Alfonso[15]
- Luciano D'Alessandro[16] como Jovem Alberto Blanco[17]
- Jonathan Islas[18] como Jovem Mario Agüero[19]
- Brenda Hanst como Ana Alfonso[20]
- José Narváez como René Neira
- Alberto Pujol como Rogelio Martínez[21]
- Indhira Serrano como Myrelys Bocanegra[22]
- Jorge Cárdenas como Caíto
- Michel Guillo como Gamaliel "Gamita" Alfonso
- Moisés Angulo como Simón Cruz[23]
- Marcela Gallego como Lola Calvo[1]
- Ivette Zamora como Noris Alfonso[1]
- José Rojas como Alberto Blanco[1]
- Mauricio Mauad como Mario Agüero[1]

### Recorrente
- Carolina Sabino como Myrta Silva[24]
- Diana Wiswell como Jovem Raquel Moreno[1]
- Claudia De Hoyos como Raquel Moreno[1]
- Carlos Vesga como Billy Echaverría[25]
- Juan Alfonso Baptista como Ramón Cabrera[1]
- Félix Antequera como Comandante Fidel[1]
- Luis Gerado Lopez como Comandante Lilo Candela[1]
- Mauricio Mejía como Comandante Juan[1]
- Mijail Mulkay como Tito Puente[1]
- Bárbaro Marín como Rolando Laserie[1]
- Laura Peñuela como Rita Laserie[1]
- Andrés Echavarria como Larry Harlow[1]
- Jean Phillipe Laurent como Jerry Masucci[1]
- Luis Eduardo Arango como Johnny Pacheco[1]
- Victor Gómez como Willie Colón[1]
- Andy Caicedo como Oscarito[1]
- Ariel Díaz como Omer Pardillo Cid (Prado)[1]
- Adrián Makalá como Ralph Mercado (Ralphi)[1]